# Baden-Eberstein
Baden-Eberstein fou una línia de marcgravis de Baden que va sorgir el 1291 per partició de Baden-Baden. El 1291 a la mort d'Herman VII de Baden-Baden el territori d'Eberstein va anar al seu fill Frederic II. El fill d'aquest Herman IX es va morir el 1353 sense fills i el domini va passar a Baden-Pforzheim.

## Marcgravis
- Frederic II 1291-1333
- Hermann IX 1333-1353